# کابانری از قلعه آهنی
کوتتسوجو نو کابانری یا کابانری از قلعه آهنی (ژاپنی: 甲鉄城のカバネリ هپبورن: Kōtetsujō no Kabaneri) یک مجموعه تلویزیونی انیمه ژاپنی به نویسندگی ایچیرو اوکوئوچی و کارگردانی تتسورو آراکی از محصولات استودیوی ویت (سازندهٔ آثاری همچون حمله به تایتان) است. نخستین نمایش این مجموعه از ۷ آوریل ۲۰۱۶ در شبکهٔ فوجی تلویژن آغاز شده و تا ۳۰ ژوئن همان سال ادامه داشت. بر اساس این مجموعه دو فیلم تلفیقی دنباله‌دار نیز تهیه شده‌است که هر کدام به مدت دو هفته در تاریخ‌های ۳۱ دسامبر ۲۰۱۶ و ۷ ژانویه ۲۰۱۷ به روی پرده سینماهای ژاپن رفتند. اقتباس مانگا بر پایه این مجموعه نیز به تصویرسازی شیرو یوشیدا صورت گرفت که توسط انتشارات مگ گاردن از مه ۲۰۱۶ تا نوامبر ۲۰۱۸ در ماهنامهٔ کمیک گاردن به چاپ رسید. فصل‌های نسخهٔ مانگا تا تاریخ ۱۰ دسامبر ۲۰۱۸ توسط مگ گاردن به تعداد چهار جلد تانکوبون جمع‌آوری شدند.

## داستان
داستان در جزیرهٔ هینوموتو واقع در شرق دور دنبال می‌شود جایی که انسان‌ها خود را در قلعه‌هایی به نام ایستگاه‌ها مخفی کرده‌اند تا به وسیله آن‌ها از خود در برابر حمله موجوداتی شبیه به زامبی، دارای قلبی از جنس آهن، که با عنوان «کابانه» شناخته می‌شوند، محافظت کنند. مردم این جزیره تنها بوسیلهٔ لوکوموتیوهای بزرگ و زرهی با نام هایاجیرو که با بخار کار می‌کنند، قادر به عبور و مرور بین این ایستگاه‌ها هستند. ایکوما پسری جوان که در ایستگاه آراگانه زندگی می‌کند و به ساخت موتورهای آهنی و بخار مشغول است. او و بهترین دوستش تاکومی به منظور شکست کابانه‌ها، موفق به توسعه سلاحی به نام «سورانوکی زتسو» می‌شوند. پس از این ماجرا همه به او امیدوار می‌شوند، اما ایکوما تنها به روزی فکر می‌کند که در آن پیروز خواهد شد.
در یکی از روزها هنگامی که ایکوما در انتظار فرصتی است تا از سلاحش استفاده کند، با دختری اسرارآمیز به نام مومه مواجه می‌شود. ایکوما شب هنگام یکبار دیگر مومه را ملاقات می‌کند اما در آن لحظه یکی از هایاجیروها از کنترل خارج می‌شود. کارکنان داخل لوکوموتیو همه تبدیل به موجودات کابانه شده‌اند. در این حین که ایستگاه مورد حمله کابانه‌ها قرار گرفته‌است، ایکوما از این فرصت برای آزمایش سلاح جدیدش استفاده کند.